# Stefan Schießleder
Stefan Schießleder (* 1973 in Eggenfelden) ist ein deutscher Theater- und Filmschauspieler.

## Leben und Wirken
Stefan Schießleder absolvierte von 1996 bis 1999 ein Schauspielstudium an der Folkwang Hochschule Essen und erhielt 2000 sein erstes festes Engagements am Theater Heidelberg. Danach arbeitete er freischaffend und übernahm Gastengagements an verschiedenen Bühnen Deutschland. So spielte er am Schauspiel Leipzig, dem Staatstheater Wiesbaden, am Staatsschauspiel Dresden, dem Schauspielhaus Bochum, Schauspielhaus Düsseldorf, Nationaltheater Weimar und am Schauspielhaus Hamburg.
Weiterhin spielte er am Theater unterm Dach Berlin, Deutschen Theater Berlin, Schauspiel Frankfurt, Theater Regensburg, Theater im Pfalzbau Ludwigshafen und am Monsun-Theater Hamburg. Im letzten Sommer gehörte Schießleder erstmals zum Ensemble der Gandersheimer Domfestspiele. Hier spielte er den William von Baskerville in „Der Name der Rose“ und den John Silver im Familienstück „Die Schatzinsel“.
Bei Fernsehrollen war Schießleder bisher nur in Nebenrollen unter anderem in SOKO Köln und SOKO Leipzig zu sehen, sowie 2011 im Tatort – Die Ballade von Cenc und Valerie, wo er einen SEK-Einsatzleiter spielte oder auch 2022 in Solo für Weiss – Todesengel in der Rolle eines Tierarztes.

## Filmografie
- 2001: Die Tasche, Regie: Peter Bösenberg
- Kevin-Intergration eines Mythos, Regie: Christian von Aster
- 2009: SOKO Köln (Episode: Lackschaden) Regie: Michael Schneide
- 2009: SOKO Leipzig (Episode: Ein neues Leben), Regie: Oren Schmuckler
- 2009: Liebeslied, Regie: Anne Hoegh Krohn
- 2009: Ein Fall von Liebe, Regie: Jorgo Papavassiliou
- 2011: Ein Fall von Liebe – Saubermänner, Regie: Jorgo Papavassiliou
- 2012: Landerdbeeren, Regie: Esther Bialas
- 2012: Tatort – Die Ballade von Cenc und Valerie
- 2021: Großstadtrevier (Episode: „Schlafende Unschuld“) Regie: Sarah Winkenstette
- 2022: Solo für Weiss – Todesengel

## Hörspiele (Auswahl)
- 2002: Sandra Kellein: Aus dem merkwürdigen Leben der Rekonvaleszenten. Schlingentisch-Hörstück für Rückenleider (Physiotherapeut 1) – Regie: Ulrich Lampen, Tobias Krebs (Original-Hörspiel, Öffentliche Veranstaltung, Kurzhörspiel – SWR

(Quelle: ARD-Hörspieldatenbank)

## Theater
- 2000–2012: Theater der Stadt Heidelberg, Schauspiel Leipzig, Staatsschauspiel Dresden, Schauspielhaus Hamburg, Kampnagel Hamburg, Schauspielhaus Bochum
- 2012: Theater unterm Dach Berlin
  - Nachtgeschwister, Rolle: Jakob Stumm, Regie: Anja Schneider
- 2012: Schauspiel Frankfurt/ Deutsches Theater Berlin
  - Der talentierte Mister Ripley, Rolle: Freddie + Roverini, Regie: Bastian Kraft
- 2016–2018: Theater Regensburg
  - Hamlet, Rolle: Claudius, Regie: Katrin Plötner
  - Liliom, Rolle: Berkovics, Regie: Katrin Plötner
  - Vermögend, Rolle: Roger Klüh, Regie: Mia Constantine
- 2018–2019: Monsun-Theater Hamburg
  - Aufzeichnungen aus dem Kellerloch, Rolle: Kellerlochmensch, Regie: Clemens Mädge
- 2019: Pfalzbau Ludwigshafen
  - Götz von Berlichingen, Rolle: Götz + Weislingen, Regie: Tilman Gersch
- 2020: Monsun-Theater
  - Der Mantel. Die Nase. Der Wahnsinn. , Rolle: Nase, Regie: Clemens Mädge
- 2022: Gandersheimer Domfestspiele
  - Der Name der Rose, Rolle: William von Baskerville, Regie: Marco Luca Castelli
  - Die Schatzinsel, Rolle: John Silver, Regie: Sarah Speiser